# Md. Ruhul Quddus
Md. Ruhul Quddus né le 17 décembre 1962 est un juge bangladais de la division Haute Cour de la Cour Suprême du Bangladesh. Il a été nommé en 2011. En 2004, le Parti nationaliste pro-Bangladesh a protesté contre sa prestation de serment, car il était accusé d'avoir assassiné un étudiant de Jamaat-e-Islami Bangladesh à l'Université de Rajshahi.